# Circuit du Westhoek-Mémorial Stive Vermaut féminin 2021
Le Circuit du Westhoek-Mémorial Stive Vermaut 2021 est la 55e édition de cette course cycliste sur route, et la deuxième disputée par des femmes. Il a eu lieu le 21 mars 2021 dans la province de Flandre-Occidentale, en Belgique, et fait partie du calendrier international féminin UCI 2021 en catégorie 1.1. Il est remporté par la Luxembourgeoise Christine Majerus.

## Parcours
La course se déroule proche de la côte de la mer du nord et est pratiquement parfaitement plate.

## Équipes
| UCI Women's WorldTeam- SD Worx Équipes féminines continentales (16)- Andy Schleck-CP NVST-Immo Losch - Arkéa Pro Cycling Team - Bingoal Casino-Chevalmeire - Bizkaia-Durango - CAMS-Tifosi - Hitec Products - Doltcini-Van Eyck Sport-Proximus - Drops-Le col - GT Krush Tunap - Instafund Racing - Lotto Soudal Ladies - Lviv Cycling Team - Multum Accountants - NXTG Racing - Parkhotel Valkenburg - Rupelcleaning-Champion lubricants Équipes nationales (2)- Belgique - Pays-Bas Équipe féminine amateur- S-bikes Bodhi Équipe régionale et de club- Centre mondial du Cyclisme |
| |

## Récit de la course
Une échappée de huit coureuses anime le final. Il s'agit de : Valerie Demey, Amy Pieters, Christine Majerus, Jesse Vandenbulcke, Thalita de Jong, Nicole Steigenga, Amber van der Hulst et Lucie Jounier. Derrière un groupe de cinq poursuivantes se forme avec : Marjolein van 't Geloof, Lonneke Uneken, Jolien D'Hoore, Roxane Fournier et Lotte Kopecky. Il ne peut cependant opérer la jonction. Sur le secteur pavé de l'avant-dernier tour, Amy Pieters et Christine Majerus parviennent à distancer leurs compagnons d'échappée. Elles couvrent les quinze derniers kilomètres à deux. Amy Pieters ayant gagné à Nokere la semaine passée, elle laisse la victoire à la Luxembourgeoise. Thalita de Jong remporte le sprint du groupe des poursuivants.

## Classements

### Classement final
| \| Classement général \| Classement général \| Classement général \| Classement général \| Classement général \| \| Coureuse \| Coureuse \| Pays \| Équipe \| Temps \| \| ------------------ \| ----------------------- \| ------------------ \| -------------------------- \| ------------------ \| \| 1re \| Christine Majerus \| Luxembourg \| SD Worx \| 3 h 16 min 21 s \| \| 2e \| Amy Pieters \| Pays-Bas \| SD Worx \| + 0 s \| \| 3e \| Thalita de Jong \| Pays-Bas \| Bingoal-Chevalmeire \| + 2 min 28 s \| \| 4e \| Amber van der Hulst \| Pays-Bas \| Parkhotel Valkenburg \| + 2 min 28 s \| \| 5e \| Jesse Vandenbulcke \| Belgique \| Lotto Soudal Ladies \| + 2 min 28 s \| \| 6e \| Nicole Steigenga \| Pays-Bas \| Doltcini-Van Eyck-Proximus \| + 2 min 28 s \| \| 7e \| Valerie Demey \| Belgique \| Belgique \| + 2 min 28 s \| \| 8e \| Lucie Jounier \| France \| Arkéa Pro Cycling Team \| + 3 min 36 s \| \| 9e \| Jolien D'Hoore \| Belgique \| SD Worx \| + 4 min 14 s \| \| 10e \| Marjolein van 't Geloof \| Pays-Bas \| Drops-Le Col \| + 4 min 17 s \| |                         |            |                            |                 |
| |                         |            |                            |                 |
| Sources : ProCyclingStats Cycling Quotient |                         |            |                            |                 |
| Classement général |                         |            |                            |                 |
| Coureuse | Coureuse                | Pays       | Équipe                     | Temps           |
| 1re | Christine Majerus       | Luxembourg | SD Worx                    | 3 h 16 min 21 s |
| 2e | Amy Pieters             | Pays-Bas   | SD Worx                    | + 0 s           |
| 3e | Thalita de Jong         | Pays-Bas   | Bingoal-Chevalmeire        | + 2 min 28 s    |
| 4e | Amber van der Hulst     | Pays-Bas   | Parkhotel Valkenburg       | + 2 min 28 s    |
| 5e | Jesse Vandenbulcke      | Belgique   | Lotto Soudal Ladies        | + 2 min 28 s    |
| 6e | Nicole Steigenga        | Pays-Bas   | Doltcini-Van Eyck-Proximus | + 2 min 28 s    |
| 7e | Valerie Demey           | Belgique   | Belgique                   | + 2 min 28 s    |
| 8e | Lucie Jounier           | France     | Arkéa Pro Cycling Team     | + 3 min 36 s    |
| 9e | Jolien D'Hoore          | Belgique   | SD Worx                    | + 4 min 14 s    |
| 10e | Marjolein van 't Geloof | Pays-Bas   | Drops-Le Col               | + 4 min 17 s    |

### Points UCI
| Position           | 1er | 2e | 3e | 4e | 5e | 6e | 7e | 8e | 9e | 10e | 11e | 12e | 13e à 15e | 16e à 25e |
| Classement général | 125 | 85 | 70 | 60 | 50 | 40 | 35 | 30 | 25 | 20  | 15  | 10  | 5         | 3         |

## Liste des participantes
| Légende | Légende                                                                                          | Légende | Légende                                                    |
| ------- | ------------------------------------------------------------------------------------------------ | ------- | ---------------------------------------------------------- |
| Num     | Dossard de départ porté par le coureur sur ce Circuit du Westhoek-Mémorial Stive Vermaut féminin | Pos     | Position à l'arrivée de la course                          |
|         | Indique un maillot de champion national ou mondial, suivi de sa spécialité                       | NP      | Indique un coureur qui n'a pas pris le départ de la course |
| AB      | Indique un coureur qui n'a pas terminé la course                                                 | HD      | Indique un coureur qui a terminé la course hors des délais |

| Belgique BEL | Belgique BEL          | Belgique BEL |
| ------------ | --------------------- | ------------ |
| Num          | Coureuse              | Pos          |
| 1            | Lotte Kopecky (route) | 12e          |
| 2            | Katrijn De Clercq     | 45e          |
| 3            | Valerie Demey         | 7e           |
| 4            | Ellen Feytens         | AB           |
| 5            | Nathalie Verschelden  | AB           |

| Pays-Bas NED | Pays-Bas NED       | Pays-Bas NED |
| ------------ | ------------------ | ------------ |
| Num          | Coureuse           | Pos          |
| 11           | Lorena Wiebes      | 29e          |
| 12           | Evy Kuijpers       | 18e          |
| 13           | Shirin van Anrooij | 46e          |
| 14           | Eva Jonkers        | AB           |
| 15           | Eline Van Rooijen  | 56e          |
| 16           | Ilse Grit          | AB           |
| 17           | Sofie van Rooijen  | 20e          |

| SD Worx SDW | SD Worx SDW                     | SD Worx SDW |
| ----------- | ------------------------------- | ----------- |
| Num         | Coureuse                        | Pos         |
| 21          | Jolien D'Hoore (BEL)            | 9e          |
| 22          | Amy Pieters (NED)               | 2e          |
| 23          | Lonneke Uneken (NED)            | 13e         |
| 24          | Christine Majerus (LUX) (route) | 1re         |
| 25          | Roxane Fournier (FRA)           | 11e         |

| Lotto Soudal Ladies LSL | Lotto Soudal Ladies LSL  | Lotto Soudal Ladies LSL |
| ----------------------- | ------------------------ | ----------------------- |
| Num                     | Coureuse                 | Pos                     |
| 31                      | Jesse Vandenbulcke (BEL) | 5e                      |
| 32                      | Alana Castrique (BEL)    | AB                      |
| 33                      | Abby-Mae Parkinson (GBR) | 48e                     |
| 34                      | Anna Plichta (POL)       | 51e                     |
| 35                      | Hanna Nilsson (SWE)      | 24e                     |
| 36                      | Danique Braam (NED)      | 81e                     |

| Andy Schleck-CP NVST-Immo Losch ASC | Andy Schleck-CP NVST-Immo Losch ASC | Andy Schleck-CP NVST-Immo Losch ASC |
| ----------------------------------- | ----------------------------------- | ----------------------------------- |
| Num                                 | Coureuse                            | Pos                                 |
| 41                                  | Maïté Barthels (LUX)                | AB                                  |
| 42                                  | Nina Berton (LUX)                   | AB                                  |
| 43                                  | Georgia Danford (AUS)               | AB                                  |
| 44                                  | Désirée Ehrler (SUI)                | AB                                  |
| 45                                  | Stella Nightingale (NZL)            | AB                                  |
| 46                                  | Claire Faber (LUX)                  | 33e                                 |
| 47                                  | Carolin Schiff (GER)                | 67e                                 |

| Bingoal-Chevalmeire CCT | Bingoal-Chevalmeire CCT   | Bingoal-Chevalmeire CCT |
| ----------------------- | ------------------------- | ----------------------- |
| Num                     | Coureuse                  | Pos                     |
| 51                      | Thalita de Jong (NED)     | 3e                      |
| 52                      | Demi de Jong (NED)        | AB                      |
| 53                      | Rozanne Slik (NED)        | AB                      |
| 54                      | Lenny Druyts (BEL)        | AB                      |
| 55                      | Justine Ghekiere (BEL)    | AB                      |
| 56                      | Kelly Van den Steen (BEL) | 43e                     |
| 57                      | Caren Commissaris (NED)   | AB                      |

| Bizkaia-Durango BDP | Bizkaia-Durango BDP       | Bizkaia-Durango BDP |
| ------------------- | ------------------------- | ------------------- |
| Num                 | Coureuse                  | Pos                 |
| 61                  | Sandra Alonso (ESP)       | 54e                 |
| 62                  | Elizabeth Holden (GBR)    | 49e                 |
| 63                  | Emilie Fortin (CAN)       | AB                  |
| 64                  | Yurani Blanco (ESP)       | AB                  |
| 65                  | Daniela Campos (POR)      | AB                  |
| 67                  | Julia Sánchez Galea (ESP) | AB                  |

| NXTG Racing NXG | NXTG Racing NXG            | NXTG Racing NXG |
| --------------- | -------------------------- | --------------- |
| Num             | Coureuse                   | Pos             |
| 71              | Britt Knaven (BEL)         | 66e             |
| 72              | Rozemarijn Ammerlaan (NED) | 76e             |
| 73              | Ilse Pluimers (NED)        | 34e             |
| 74              | Maud Rijnbeek (NED)        | AB              |
| 75              | Catalina Soto (CHI)        | 28e             |
| 76              | Cathalijne Hoolwerf (NED)  | AB              |
| 77              | Emily Wadsworth (GBR)      | 36e             |

| Centre mondial du cyclisme WCC | Centre mondial du cyclisme WCC | Centre mondial du cyclisme WCC |
| ------------------------------ | ------------------------------ | ------------------------------ |
| Num                            | Coureuse                       | Pos                            |
| 81                             | Alessia Vigilia (ITA)          | 27e                            |
| 82                             | Ántri Christofórou (CYP)       | 68e                            |
| 83                             | Tereza Neumanová (CZE)         | 55e                            |
| 84                             | Nicole Hanselmann (SUI)        | AB                             |
| 85                             | Małgorzata Jasińska (POL)      | 26e                            |
| 86                             | Rachel Neylan (AUS)            | 72e                            |
| 87                             | Luciana Roland (ARG)           | AB                             |

| Doltcini-Van Eyck-Proximus DVE | Doltcini-Van Eyck-Proximus DVE      | Doltcini-Van Eyck-Proximus DVE |
| ------------------------------ | ----------------------------------- | ------------------------------ |
| Num                            | Coureuse                            | Pos                            |
| 91                             | Fien Van Eynde (BEL)                | 37e                            |
| 92                             | Bryony van Velzen (NED)             | 30e                            |
| 93                             | Christina Schweinberger (AUT)       | 53e                            |
| 94                             | Kathrin Schweinberger (AUT) (route) | 14e                            |
| 95                             | Minke Bakker (NED)                  | 73e                            |
| 96                             | Mieke Docx (BEL)                    | AB                             |
| 97                             | Nicole Steigenga (NED)              | 6e                             |

| Coop-Hitec Products HPU | Coop-Hitec Products HPU  | Coop-Hitec Products HPU |
| ----------------------- | ------------------------ | ----------------------- |
| Num                     | Coureuse                 | Pos                     |
| 101                     | Mieke Kröger (GER)       | 32e                     |
| 102                     | Caroline Andersson (SWE) | AB                      |
| 103                     | Amalie Lutro (NOR)       | AB                      |
| 104                     | Ann Helen Olsen (NOR)    | AB                      |
| 107                     | Martine Gjøs (NOR)       | AB                      |

| Parkhotel Valkenburg PHV | Parkhotel Valkenburg PHV  | Parkhotel Valkenburg PHV |
| ------------------------ | ------------------------- | ------------------------ |
| Num                      | Coureuse                  | Pos                      |
| 111                      | Amber van der Hulst (NED) | 4e                       |
| 112                      | Sylvie Swinkels (NED)     | AB                       |
| 113                      | Femke Markus (NED)        | 16e                      |
| 114                      | Kirstie van Haaften (NED) | 35e                      |
| 115                      | Leonie Bos (NED)          | 60e                      |
| 116                      | Marit Raaijmakers (NED)   | 50e                      |

| Arkéa Pro Cycling Team ARK | Arkéa Pro Cycling Team ARK    | Arkéa Pro Cycling Team ARK |
| -------------------------- | ----------------------------- | -------------------------- |
| Num                        | Coureuse                      | Pos                        |
| 121                        | Charlotte Becker (GER)        | 63e                        |
| 122                        | Amandine Fouquenet (FRA)      | AB                         |
| 123                        | Lucie Jounier (FRA)           | 8e                         |
| 124                        | Gladys Verhulst (FRA)         | 57e                        |
| 125                        | Marie-Morgane Le Deunff (FRA) | AB                         |
| 126                        | Greta Richioud (FRA)          | AB                         |
| 127                        | Typhaine Laurance (FRA)       | 62e                        |

| Keukens Redant ___ | Keukens Redant ___         | Keukens Redant ___ |
| ------------------ | -------------------------- | ------------------ |
| Num                | Coureuse                   | Pos                |
| 131                | Imogen Cotter (IRL)        | AB                 |
| 132                | Shana Dalving (BEL)        | AB                 |
| 133                | Brenda Goessens (BEL)      | AB                 |
| 134                | Justine Lescrauwaet (BEL)  | AB                 |
| 135                | Quinty van de Guchte (NED) | AB                 |
| 136                | Evy Tillaert (BEL)         | AB                 |
| 137                | Evy Roelen (BEL)           | AB                 |

| Instafund Racing ILP | Instafund Racing ILP   | Instafund Racing ILP |
| -------------------- | ---------------------- | -------------------- |
| Num                  | Coureuse               | Pos                  |
| 141                  | Rotem Gafinovitz (ISR) | 52e                  |
| 143                  | Caroline Baur (SUI)    | 41e                  |
| 144                  | Rachel Langdon (GBR)   | 17e                  |
| 145                  | Isabella Bertold (CAN) | 70e                  |
| 146                  | Gillian Ellsay (CAN)   | 80e                  |

| S-bikes Bodhi ___ | S-bikes Bodhi ___           | S-bikes Bodhi ___ |
| ----------------- | --------------------------- | ----------------- |
| Num               | Coureuse                    | Pos               |
| 151               | Arianna Pruisscher (NED)    | 21e               |
| 152               | Demi van Dijke (NED)        | AB                |
| 153               | Desiree Liegeois (NED)      | AB                |
| 154               | Klara Fischnaller (AUT)     | AB                |
| 155               | Laura Vainionpää (FIN)      | AB                |
| 156               | Saartje Vandenbroucke (BEL) | AB                |
| 157               | Elena Debouck (BEL)         | AB                |

| Drops-Le Col DRP | Drops-Le Col DRP              | Drops-Le Col DRP |
| ---------------- | ----------------------------- | ---------------- |
| Num              | Coureuse                      | Pos              |
| 161              | Danielle Christmas (GBR)      | 74e              |
| 162              | Emilie Moberg (NOR)           | 25e              |
| 163              | Maike van der Duin (NED)      | 15e              |
| 164              | Marjolein van 't Geloof (NED) | 10e              |
| 165              | Maria Martins (POR)           | 19e              |
| 166              | Finja Smekal (GER)            | AB               |
| 167              | Sara Penton (SWE)             | 23e              |

| Multum Accountants MUL | Multum Accountants MUL     | Multum Accountants MUL |
| ---------------------- | -------------------------- | ---------------------- |
| Num                    | Coureuse                   | Pos                    |
| 171                    | Anna Badegruber (AUT)      | AB                     |
| 172                    | Lara Defour (BEL)          | AB                     |
| 173                    | Julie Stockman (BEL)       | AB                     |
| 174                    | Fien De Wispelaere (BEL)   | AB                     |
| 175                    | Fien Delbaere (BEL)        | 40e                    |
| 176                    | Rosalie Van der Wolf (NED) | 77e                    |
| 177                    | Sara Maes (BEL)            | AB                     |

| Stade Rochelais Charente-Maritime CMW | Stade Rochelais Charente-Maritime CMW | Stade Rochelais Charente-Maritime CMW |
| ------------------------------------- | ------------------------------------- | ------------------------------------- |
| Num                                   | Coureuse                              | Pos                                   |
| 181                                   | Séverine Eraud (FRA)                  | AB                                    |
| 182                                   | Noemi Rüegg (SUI)                     | 42e                                   |
| 183                                   | Noémie Abgrall (FRA)                  | AB                                    |
| 184                                   | India Grangier (FRA)                  | 61e                                   |
| 185                                   | Célia Le Mouël (FRA)                  | 58e                                   |
| 186                                   | Élodie Le Bail (FRA)                  | 22e                                   |
| 187                                   | Manon Souyris (FRA)                   | AB                                    |

| Cams Basso CAT | Cams Basso CAT        | Cams Basso CAT |
| -------------- | --------------------- | -------------- |
| Num            | Coureuse              | Pos            |
| 191            | Hayley Simmonds (GBR) | AB             |
| 193            | Jessica Finney (GBR)  | 75e            |
| 194            | Jo Tindley (GBR)      | AB             |
| 195            | Katie Scott (GBR)     | AB             |
| 197            | Clover Murray (GBR)   | AB             |

| Rupelcleaning-Champion lubricants RUP | Rupelcleaning-Champion lubricants RUP | Rupelcleaning-Champion lubricants RUP |
| ------------------------------------- | ------------------------------------- | ------------------------------------- |
| Num                                   | Coureuse                              | Pos                                   |
| 201                                   | Sara Van de Vel (BEL)                 | 59e                                   |
| 202                                   | Lucy Mayrhofer (GER)                  | AB                                    |
| 203                                   | Antonia Gröndahl (FIN)                | 69e                                   |
| 204                                   | Aline Seitz (SUI)                     | AB                                    |
| 205                                   | Alice Sharpe (IRL)                    | 44e                                   |
| 206                                   | Svenja Betz (GER)                     | AB                                    |
| 207                                   | Maja Perinovic (CRO) (route)          | AB                                    |

| GT Krush Tunap BPC | GT Krush Tunap BPC    | GT Krush Tunap BPC |
| ------------------ | --------------------- | ------------------ |
| Num                | Coureuse              | Pos                |
| 211                | Nathalie Eklund (SWE) | 47e                |
| 212                | Inez Beijer (NED)     | AB                 |
| 213                | Marissa Baks (NED)    | 78e                |
| 214                | Quinty Ton (NED)      | 38e                |
| 215                | Clara Lundmark (SWE)  | 31e                |
| 216                | Melanie Klement (NED) | AB                 |
| 217                | Nienke Wasmus (NED)   | AB                 |

| Lviv Cycling Team LCW | Lviv Cycling Team LCW     | Lviv Cycling Team LCW |
| --------------------- | ------------------------- | --------------------- |
| Num                   | Coureuse                  | Pos                   |
| 221                   | Naomi de Roeck (BEL)      | 64e                   |
| 222                   | Gloria Van Mechelen (BEL) | AB                    |
| 223                   | Sarah Borremans (BEL)     | AB                    |
| 224                   | Margarita Lopez (ESP)     | 79e                   |
| 225                   | Lauren Creamer (IRL)      | AB                    |
| 226                   | Olena Sharga (UKR)        | 65e                   |
| 227                   | Hanna Solovey (UKR)       | 39e                   |

| Isorex NoAqua Ladies Cycling ___ | Isorex NoAqua Ladies Cycling ___ | Isorex NoAqua Ladies Cycling ___ |
| -------------------------------- | -------------------------------- | -------------------------------- |
| Num                              | Coureuse                         | Pos                              |
| 231                              | Marjolein Moreau (BEL)           | AB                               |
| 232                              | Margot Bourguignon (BEL)         | AB                               |
| 233                              | Anna Docherty (GBR)              | AB                               |
| 234                              | Lisa Isebaert (BEL)              | AB                               |
| 235                              | Trine Holmsgaard                 | 71e                              |
| 236                              | Corinna Lechner (GER)            | AB                               |
| 237                              | Laura Bragano (BEL)              | AB                               |

| France FRA | France FRA         | France FRA |
| ---------- | ------------------ | ---------- |
| Num        | Coureuse           | Pos        |
| 241        | Barbara Fonseca    | AB         |
| 242        | Marion Colard      | AB         |
| 243        | Margot Pompanon    | AB         |
| 244        | Océane Tessier     | AB         |
| 245        | Kristina Nenadovic | AB         |
| 246        | Mélanie Guedon     | AB         |

| Belgique BEL | Belgique BEL          | Belgique BEL |
| ------------ | --------------------- | ------------ |
| Num          | Coureuse              | Pos          |
| 1            | Lotte Kopecky (route) | 12e          |
| 2            | Katrijn De Clercq     | 45e          |
| 3            | Valerie Demey         | 7e           |
| 4            | Ellen Feytens         | AB           |
| 5            | Nathalie Verschelden  | AB           |

| Pays-Bas NED | Pays-Bas NED       | Pays-Bas NED |
| ------------ | ------------------ | ------------ |
| Num          | Coureuse           | Pos          |
| 11           | Lorena Wiebes      | 29e          |
| 12           | Evy Kuijpers       | 18e          |
| 13           | Shirin van Anrooij | 46e          |
| 14           | Eva Jonkers        | AB           |
| 15           | Eline Van Rooijen  | 56e          |
| 16           | Ilse Grit          | AB           |
| 17           | Sofie van Rooijen  | 20e          |

| SD Worx SDW | SD Worx SDW                     | SD Worx SDW |
| ----------- | ------------------------------- | ----------- |
| Num         | Coureuse                        | Pos         |
| 21          | Jolien D'Hoore (BEL)            | 9e          |
| 22          | Amy Pieters (NED)               | 2e          |
| 23          | Lonneke Uneken (NED)            | 13e         |
| 24          | Christine Majerus (LUX) (route) | 1re         |
| 25          | Roxane Fournier (FRA)           | 11e         |

| Lotto Soudal Ladies LSL | Lotto Soudal Ladies LSL  | Lotto Soudal Ladies LSL |
| ----------------------- | ------------------------ | ----------------------- |
| Num                     | Coureuse                 | Pos                     |
| 31                      | Jesse Vandenbulcke (BEL) | 5e                      |
| 32                      | Alana Castrique (BEL)    | AB                      |
| 33                      | Abby-Mae Parkinson (GBR) | 48e                     |
| 34                      | Anna Plichta (POL)       | 51e                     |
| 35                      | Hanna Nilsson (SWE)      | 24e                     |
| 36                      | Danique Braam (NED)      | 81e                     |

| Andy Schleck-CP NVST-Immo Losch ASC | Andy Schleck-CP NVST-Immo Losch ASC | Andy Schleck-CP NVST-Immo Losch ASC |
| ----------------------------------- | ----------------------------------- | ----------------------------------- |
| Num                                 | Coureuse                            | Pos                                 |
| 41                                  | Maïté Barthels (LUX)                | AB                                  |
| 42                                  | Nina Berton (LUX)                   | AB                                  |
| 43                                  | Georgia Danford (AUS)               | AB                                  |
| 44                                  | Désirée Ehrler (SUI)                | AB                                  |
| 45                                  | Stella Nightingale (NZL)            | AB                                  |
| 46                                  | Claire Faber (LUX)                  | 33e                                 |
| 47                                  | Carolin Schiff (GER)                | 67e                                 |

| Bingoal-Chevalmeire CCT | Bingoal-Chevalmeire CCT   | Bingoal-Chevalmeire CCT |
| ----------------------- | ------------------------- | ----------------------- |
| Num                     | Coureuse                  | Pos                     |
| 51                      | Thalita de Jong (NED)     | 3e                      |
| 52                      | Demi de Jong (NED)        | AB                      |
| 53                      | Rozanne Slik (NED)        | AB                      |
| 54                      | Lenny Druyts (BEL)        | AB                      |
| 55                      | Justine Ghekiere (BEL)    | AB                      |
| 56                      | Kelly Van den Steen (BEL) | 43e                     |
| 57                      | Caren Commissaris (NED)   | AB                      |

| Bizkaia-Durango BDP | Bizkaia-Durango BDP       | Bizkaia-Durango BDP |
| ------------------- | ------------------------- | ------------------- |
| Num                 | Coureuse                  | Pos                 |
| 61                  | Sandra Alonso (ESP)       | 54e                 |
| 62                  | Elizabeth Holden (GBR)    | 49e                 |
| 63                  | Emilie Fortin (CAN)       | AB                  |
| 64                  | Yurani Blanco (ESP)       | AB                  |
| 65                  | Daniela Campos (POR)      | AB                  |
| 67                  | Julia Sánchez Galea (ESP) | AB                  |

| NXTG Racing NXG | NXTG Racing NXG            | NXTG Racing NXG |
| --------------- | -------------------------- | --------------- |
| Num             | Coureuse                   | Pos             |
| 71              | Britt Knaven (BEL)         | 66e             |
| 72              | Rozemarijn Ammerlaan (NED) | 76e             |
| 73              | Ilse Pluimers (NED)        | 34e             |
| 74              | Maud Rijnbeek (NED)        | AB              |
| 75              | Catalina Soto (CHI)        | 28e             |
| 76              | Cathalijne Hoolwerf (NED)  | AB              |
| 77              | Emily Wadsworth (GBR)      | 36e             |

| Centre mondial du cyclisme WCC | Centre mondial du cyclisme WCC | Centre mondial du cyclisme WCC |
| ------------------------------ | ------------------------------ | ------------------------------ |
| Num                            | Coureuse                       | Pos                            |
| 81                             | Alessia Vigilia (ITA)          | 27e                            |
| 82                             | Ántri Christofórou (CYP)       | 68e                            |
| 83                             | Tereza Neumanová (CZE)         | 55e                            |
| 84                             | Nicole Hanselmann (SUI)        | AB                             |
| 85                             | Małgorzata Jasińska (POL)      | 26e                            |
| 86                             | Rachel Neylan (AUS)            | 72e                            |
| 87                             | Luciana Roland (ARG)           | AB                             |

| Doltcini-Van Eyck-Proximus DVE | Doltcini-Van Eyck-Proximus DVE      | Doltcini-Van Eyck-Proximus DVE |
| ------------------------------ | ----------------------------------- | ------------------------------ |
| Num                            | Coureuse                            | Pos                            |
| 91                             | Fien Van Eynde (BEL)                | 37e                            |
| 92                             | Bryony van Velzen (NED)             | 30e                            |
| 93                             | Christina Schweinberger (AUT)       | 53e                            |
| 94                             | Kathrin Schweinberger (AUT) (route) | 14e                            |
| 95                             | Minke Bakker (NED)                  | 73e                            |
| 96                             | Mieke Docx (BEL)                    | AB                             |
| 97                             | Nicole Steigenga (NED)              | 6e                             |

| Coop-Hitec Products HPU | Coop-Hitec Products HPU  | Coop-Hitec Products HPU |
| ----------------------- | ------------------------ | ----------------------- |
| Num                     | Coureuse                 | Pos                     |
| 101                     | Mieke Kröger (GER)       | 32e                     |
| 102                     | Caroline Andersson (SWE) | AB                      |
| 103                     | Amalie Lutro (NOR)       | AB                      |
| 104                     | Ann Helen Olsen (NOR)    | AB                      |
| 107                     | Martine Gjøs (NOR)       | AB                      |

| Parkhotel Valkenburg PHV | Parkhotel Valkenburg PHV  | Parkhotel Valkenburg PHV |
| ------------------------ | ------------------------- | ------------------------ |
| Num                      | Coureuse                  | Pos                      |
| 111                      | Amber van der Hulst (NED) | 4e                       |
| 112                      | Sylvie Swinkels (NED)     | AB                       |
| 113                      | Femke Markus (NED)        | 16e                      |
| 114                      | Kirstie van Haaften (NED) | 35e                      |
| 115                      | Leonie Bos (NED)          | 60e                      |
| 116                      | Marit Raaijmakers (NED)   | 50e                      |

| Arkéa Pro Cycling Team ARK | Arkéa Pro Cycling Team ARK    | Arkéa Pro Cycling Team ARK |
| -------------------------- | ----------------------------- | -------------------------- |
| Num                        | Coureuse                      | Pos                        |
| 121                        | Charlotte Becker (GER)        | 63e                        |
| 122                        | Amandine Fouquenet (FRA)      | AB                         |
| 123                        | Lucie Jounier (FRA)           | 8e                         |
| 124                        | Gladys Verhulst (FRA)         | 57e                        |
| 125                        | Marie-Morgane Le Deunff (FRA) | AB                         |
| 126                        | Greta Richioud (FRA)          | AB                         |
| 127                        | Typhaine Laurance (FRA)       | 62e                        |

| Keukens Redant ___ | Keukens Redant ___         | Keukens Redant ___ |
| ------------------ | -------------------------- | ------------------ |
| Num                | Coureuse                   | Pos                |
| 131                | Imogen Cotter (IRL)        | AB                 |
| 132                | Shana Dalving (BEL)        | AB                 |
| 133                | Brenda Goessens (BEL)      | AB                 |
| 134                | Justine Lescrauwaet (BEL)  | AB                 |
| 135                | Quinty van de Guchte (NED) | AB                 |
| 136                | Evy Tillaert (BEL)         | AB                 |
| 137                | Evy Roelen (BEL)           | AB                 |

| Instafund Racing ILP | Instafund Racing ILP   | Instafund Racing ILP |
| -------------------- | ---------------------- | -------------------- |
| Num                  | Coureuse               | Pos                  |
| 141                  | Rotem Gafinovitz (ISR) | 52e                  |
| 143                  | Caroline Baur (SUI)    | 41e                  |
| 144                  | Rachel Langdon (GBR)   | 17e                  |
| 145                  | Isabella Bertold (CAN) | 70e                  |
| 146                  | Gillian Ellsay (CAN)   | 80e                  |

| S-bikes Bodhi ___ | S-bikes Bodhi ___           | S-bikes Bodhi ___ |
| ----------------- | --------------------------- | ----------------- |
| Num               | Coureuse                    | Pos               |
| 151               | Arianna Pruisscher (NED)    | 21e               |
| 152               | Demi van Dijke (NED)        | AB                |
| 153               | Desiree Liegeois (NED)      | AB                |
| 154               | Klara Fischnaller (AUT)     | AB                |
| 155               | Laura Vainionpää (FIN)      | AB                |
| 156               | Saartje Vandenbroucke (BEL) | AB                |
| 157               | Elena Debouck (BEL)         | AB                |

| Drops-Le Col DRP | Drops-Le Col DRP              | Drops-Le Col DRP |
| ---------------- | ----------------------------- | ---------------- |
| Num              | Coureuse                      | Pos              |
| 161              | Danielle Christmas (GBR)      | 74e              |
| 162              | Emilie Moberg (NOR)           | 25e              |
| 163              | Maike van der Duin (NED)      | 15e              |
| 164              | Marjolein van 't Geloof (NED) | 10e              |
| 165              | Maria Martins (POR)           | 19e              |
| 166              | Finja Smekal (GER)            | AB               |
| 167              | Sara Penton (SWE)             | 23e              |

| Multum Accountants MUL | Multum Accountants MUL     | Multum Accountants MUL |
| ---------------------- | -------------------------- | ---------------------- |
| Num                    | Coureuse                   | Pos                    |
| 171                    | Anna Badegruber (AUT)      | AB                     |
| 172                    | Lara Defour (BEL)          | AB                     |
| 173                    | Julie Stockman (BEL)       | AB                     |
| 174                    | Fien De Wispelaere (BEL)   | AB                     |
| 175                    | Fien Delbaere (BEL)        | 40e                    |
| 176                    | Rosalie Van der Wolf (NED) | 77e                    |
| 177                    | Sara Maes (BEL)            | AB                     |

| Stade Rochelais Charente-Maritime CMW | Stade Rochelais Charente-Maritime CMW | Stade Rochelais Charente-Maritime CMW |
| ------------------------------------- | ------------------------------------- | ------------------------------------- |
| Num                                   | Coureuse                              | Pos                                   |
| 181                                   | Séverine Eraud (FRA)                  | AB                                    |
| 182                                   | Noemi Rüegg (SUI)                     | 42e                                   |
| 183                                   | Noémie Abgrall (FRA)                  | AB                                    |
| 184                                   | India Grangier (FRA)                  | 61e                                   |
| 185                                   | Célia Le Mouël (FRA)                  | 58e                                   |
| 186                                   | Élodie Le Bail (FRA)                  | 22e                                   |
| 187                                   | Manon Souyris (FRA)                   | AB                                    |

| Cams Basso CAT | Cams Basso CAT        | Cams Basso CAT |
| -------------- | --------------------- | -------------- |
| Num            | Coureuse              | Pos            |
| 191            | Hayley Simmonds (GBR) | AB             |
| 193            | Jessica Finney (GBR)  | 75e            |
| 194            | Jo Tindley (GBR)      | AB             |
| 195            | Katie Scott (GBR)     | AB             |
| 197            | Clover Murray (GBR)   | AB             |

| Rupelcleaning-Champion lubricants RUP | Rupelcleaning-Champion lubricants RUP | Rupelcleaning-Champion lubricants RUP |
| ------------------------------------- | ------------------------------------- | ------------------------------------- |
| Num                                   | Coureuse                              | Pos                                   |
| 201                                   | Sara Van de Vel (BEL)                 | 59e                                   |
| 202                                   | Lucy Mayrhofer (GER)                  | AB                                    |
| 203                                   | Antonia Gröndahl (FIN)                | 69e                                   |
| 204                                   | Aline Seitz (SUI)                     | AB                                    |
| 205                                   | Alice Sharpe (IRL)                    | 44e                                   |
| 206                                   | Svenja Betz (GER)                     | AB                                    |
| 207                                   | Maja Perinovic (CRO) (route)          | AB                                    |

| GT Krush Tunap BPC | GT Krush Tunap BPC    | GT Krush Tunap BPC |
| ------------------ | --------------------- | ------------------ |
| Num                | Coureuse              | Pos                |
| 211                | Nathalie Eklund (SWE) | 47e                |
| 212                | Inez Beijer (NED)     | AB                 |
| 213                | Marissa Baks (NED)    | 78e                |
| 214                | Quinty Ton (NED)      | 38e                |
| 215                | Clara Lundmark (SWE)  | 31e                |
| 216                | Melanie Klement (NED) | AB                 |
| 217                | Nienke Wasmus (NED)   | AB                 |

| Lviv Cycling Team LCW | Lviv Cycling Team LCW     | Lviv Cycling Team LCW |
| --------------------- | ------------------------- | --------------------- |
| Num                   | Coureuse                  | Pos                   |
| 221                   | Naomi de Roeck (BEL)      | 64e                   |
| 222                   | Gloria Van Mechelen (BEL) | AB                    |
| 223                   | Sarah Borremans (BEL)     | AB                    |
| 224                   | Margarita Lopez (ESP)     | 79e                   |
| 225                   | Lauren Creamer (IRL)      | AB                    |
| 226                   | Olena Sharga (UKR)        | 65e                   |
| 227                   | Hanna Solovey (UKR)       | 39e                   |

| Isorex NoAqua Ladies Cycling ___ | Isorex NoAqua Ladies Cycling ___ | Isorex NoAqua Ladies Cycling ___ |
| -------------------------------- | -------------------------------- | -------------------------------- |
| Num                              | Coureuse                         | Pos                              |
| 231                              | Marjolein Moreau (BEL)           | AB                               |
| 232                              | Margot Bourguignon (BEL)         | AB                               |
| 233                              | Anna Docherty (GBR)              | AB                               |
| 234                              | Lisa Isebaert (BEL)              | AB                               |
| 235                              | Trine Holmsgaard                 | 71e                              |
| 236                              | Corinna Lechner (GER)            | AB                               |
| 237                              | Laura Bragano (BEL)              | AB                               |

| France FRA | France FRA         | France FRA |
| ---------- | ------------------ | ---------- |
| Num        | Coureuse           | Pos        |
| 241        | Barbara Fonseca    | AB         |
| 242        | Marion Colard      | AB         |
| 243        | Margot Pompanon    | AB         |
| 244        | Océane Tessier     | AB         |
| 245        | Kristina Nenadovic | AB         |
| 246        | Mélanie Guedon     | AB         |